# Thomas Belt
Thomas Belt (* 27. November 1832 in Newcastle-upon-Tyne; † 21. September 1878 in Denver, USA) war ein englischer Geologe und Naturwissenschaftler. Belt wurde durch sein Werk über Geologie bei den Goldminen, Glacialgeologie und durch seine Beschreibung über die symbiotische Beziehung zwischen einer Art Akazie und den Pseudomyrmex-Ameisen (Myrmekophylaxis) bekannt.

## Leben
Durch die Tyneside Naturalists Field Club wurde das Interesse des jungen Belt für Naturgeschichte geweckt. 1852 ging er nach Australien, wo er acht Jahre lang in den dortigen Goldminen arbeitete. Dort gewann er das praktische Wissen über die Erzlager. 1860 siedelte er nach Nova Scotia um, wo er einige Goldminen leitete. Aufgrund einer ernsthaften Verletzung wurde er gezwungen, nach England zurückzukehren. 1861 veröffentlichte Belt sein Werk Mineral Veins: on Enquiry into their Origin, founded on a Study of the Auriferous Quartz Veins of Australia. Später ging er für ca. drei Jahre nach Dolgellau in Wales, einer anderen Goldminenregion. Dort erforschte er die Felsen und Fossilien der Lingula-Steinplatten. Seine Beobachtungen wurden 1867 in seinen wichtigen und heute klassischen Memoiren im Geological Magazine veröffentlicht.

### Nicaragua

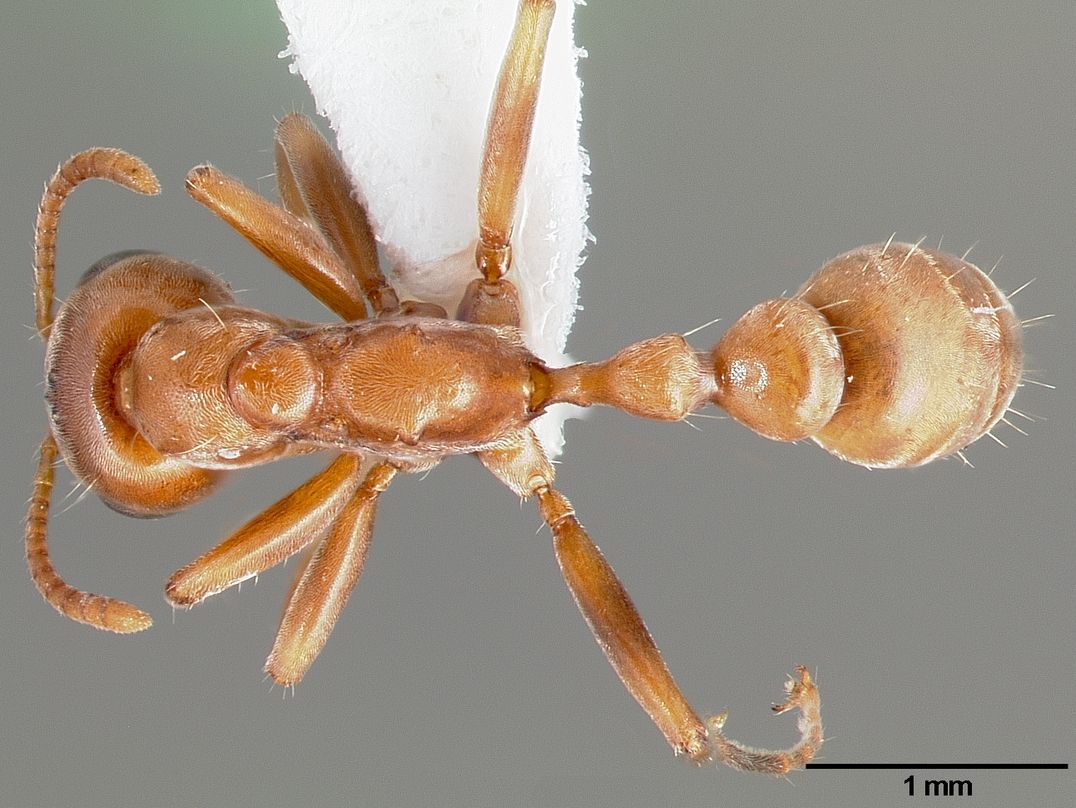
Pseudomyrmex spinicola

Im darauf folgenden Jahr erhielt Belt den Auftrag, einige Goldminen in Nicaragua zu leiten, wo er dann vier Jahre verbrachte. Bei diesem Aufenthalt entstand sein Werk The Naturalist in Nicaragua (1874). In diesem Werk trägt Belt seinen Standpunkt in Bezug auf die frühere Präsenz von Gletschern in jenem Land vor. Ferner beschreibt er als erster die symbiotische Beziehung zwischen Pseudomyrmex spinicola, einer Art roter myrmecophytisch lebenden neutropischen Ameise, die nur in Costa Rica und Nicaragua lebt, und dem tropischen Baum Acacia collinsii. Die Ameisen leben in den Dornen dieses Baumes und ernähren sich von dem Eiweiß und den Fetten (Belt nennt sie „honigähnliche Flüssigkeit“), die dessen Schoten (Belt nennt sie „fruchtähnliche Körper“) für die Ameisen produzieren. Im Austausch dafür schützen die Ameisen den Baum gegen Angriffe anderer Insekten, ganz besonders gegen die der Blattschneiderameisen. Um Belt für diese Beobachtung Ehre zu zollen, erhielten die „fruchtähnlichen Körper“ den Namen „Belt-Körperchen“ (Beltian bodies).
The Naturalist in Nicaragua wurde erst 1974, also genau 100 Jahre später, von dem nicaraguanischen Naturwissenschaftler Jaime Incer Barquero in die spanische Sprache als El Naturalista en Nicaragua übersetzt. In Life and Letters of Charles Darwin, die von Francis Darwin, dessen Sohn, herausgegeben wurde (Band 3, Seite 188), wird folgendes angeführt: „Im Frühling dieses Jahres (1874) lasen wir ein Buch, das ihm sehr viel Vergnügen bereitete und über welches er oft mit Bewunderung sprach, ‚The Naturalist in Nicaragua‘, von dem verstorbenen Thomas Belt. Mr. Belt, dessen verfrühter Tod von den Naturwissenschaftlern nur bedauert werden kann, war von Beruf Ingenieur. Daher sind alle seine bewundernswerten Beobachtungen in Bezug auf Naturgeschichte – in Nicaragua oder sonst wo – ein Ergebnis seiner Freizeitbeschäftigungen. Das Buch hat einen direkten und lebhaften Stil. Es wurde mit zahlreichen Beschreibungen und anregenden Diskussionen geschrieben. Sich auf das Buch beziehend schrieb mein Vater an Sir J. D. Hooker: ‚Belt habe ich gelesen. Ich bin erfreut, dass es Ihnen so gut gefällt. Es scheint mir das allerbeste Fachblatt über Naturgeschichte zu sein, das jemals veröffentlicht wurde‘.“
In späteren Veröffentlichungen behandelte Belt die Phänomene der Gletscherperioden auf den britischen Inseln und in verschiedenen Teilen der Welt.

## Tod und Begräbnis
Nach vielen Reisen nach Russland, Sibirien und Colorado verstarb Belt am 21. September 1878 in Denver. Er wurde dort auf dem Friedhof Riverside Cemetery beigesetzt.